# Акжанский сельский округ
Акжанский сельский округ (каз. Ақжан ауылдық округі — административная единица в составе Тимирязевского района Северо-Казахстанской области Казахстана. Административный центр — село Акжан.
Население — 511 человек (2009, 765 в 1999, 1041 в 1989).
Динамика численности
| Численность населения | Численность населения | Численность населения |
| 1989                  | 1999                  | 2009                  |
| --------------------- | --------------------- | --------------------- |
| 1041                  | ↘765                  | ↘511                  |

## Этнокультурное объединение
С 5 мая 2006 года в округе функционирует казахский национальный этнокультурный центр «Ақ отау».

## История
Решением Северо-Казахстанского облисполкома от 25 июня 1974 года образован Приозерный сельский совет с центром в селе Приозёрное с передачей в его состав населённых пунктов Акжан, Моховое, Приозёрное и Рассвет Тимирязевского сельсовета. Решением Северо-Казахстанского облисполкома от 7 июня 1979 года село Рассвет передано в состав Тимирязевского сельсовета, центр Приозерного сельского совета перенесён из села Приозёрное в село Акжан. Решением Северо-Казахстанского облисполкома от 5 ноября 1985 года № 382 исключено из учётных данных село Моховое, как фактически не существующее с 11 апреля 1979 года. 12 января 1994 года постановлением главы Северо-Казахстанской областной администрации образован Приозерный сельский округ. Совместным решением Северо-Казахстанского областного маслихата и акима области от 27 марта 2003 года Приозерный сельский округ переименован в Акжанский сельский округ.

## Состав
В состав округа входят такие населенные пункты:
| Населенный пункт | Население, человек (1989) | Население, человек (1999) | Население, человек (2009) |
| ---------------- | ------------------------- | ------------------------- | ------------------------- |
| Акжан, село      | 833                       | 480                       | 438                       |
| Приозёрное, село | 208                       | 285                       | 73                        |